# Epirrhoe divisa
Epirrhoe divisa är en fjärilsart som beskrevs av Ludwig Osthelder 1929. Epirrhoe divisa ingår i släktet Epirrhoe och familjen mätare. Inga underarter finns listade i Catalogue of Life.